# Алтрип (Њемачка)
Алтрип (њем. Altrip) град је у њемачкој савезној држави Рајна-Палатинат. Једно је од 25 општинских средишта округа Рајна-Палатинат. Према процјени из 2010. у граду је живјело 7.749 становника. Посједује регионалну шифру (AGS) 7338001.

## Географија
Алтрип се налази у савезној држави Рајна-Палатинат у округу Рајна-Палатинат. Град се налази на надморској висини од 95 метара. Површина општине износи 10,5 km².

## Становништво
У самом граду је, према процјени из 2010. године, живјело 7.749 становника. Просјечна густина становништва износи 739 становника/km².

## Међународна сарадња
| Мјесто | Држава    | Врста сарадње | Од    |
| ------ | --------- | ------------- | ----- |
|        | Француска | партнерство   | 1991. |
| Извор  |           |               |       |